# International Bar-B-Q Festival
Das International Bar-B-Q Festival ist ein Barbecue-Wettbewerb, der jährlich in Owensboro, Kentucky stattfindet. Mit bis zu 85.000 Zuschauern ist er einer der größten Wettbewerbe seiner Art. Seit 1979 findet es jeweils am zweiten Maiwochenende statt.
Der Hauptwettbewerb findet in den Kategorien Rindfleisch, Schweinefleisch, Huhn und Truthahn statt. Weitere Disziplinen sind beispielsweise das Burgoo-Kochen. Im Rahmenprogramm findet ein Jahrmarkt, Schönheitswettbewerbe, ein Basketball- sowie ein Golfturnier, eine Autoshow und andere statt.